# Colombiers-du-Plessis
Colombiers-du-Plessis är en kommun i departementet Mayenne i regionen Pays de la Loire i nordvästra Frankrike. Kommunen ligger i kantonen Gorron som tillhör arrondissementet Mayenne. År 2022 hade Colombiers-du-Plessis 477 invånare.

## Befolkningsutveckling
Antalet invånare i kommunen Colombiers-du-Plessis
| Referens: INSEE |